# Thaao Penghlis

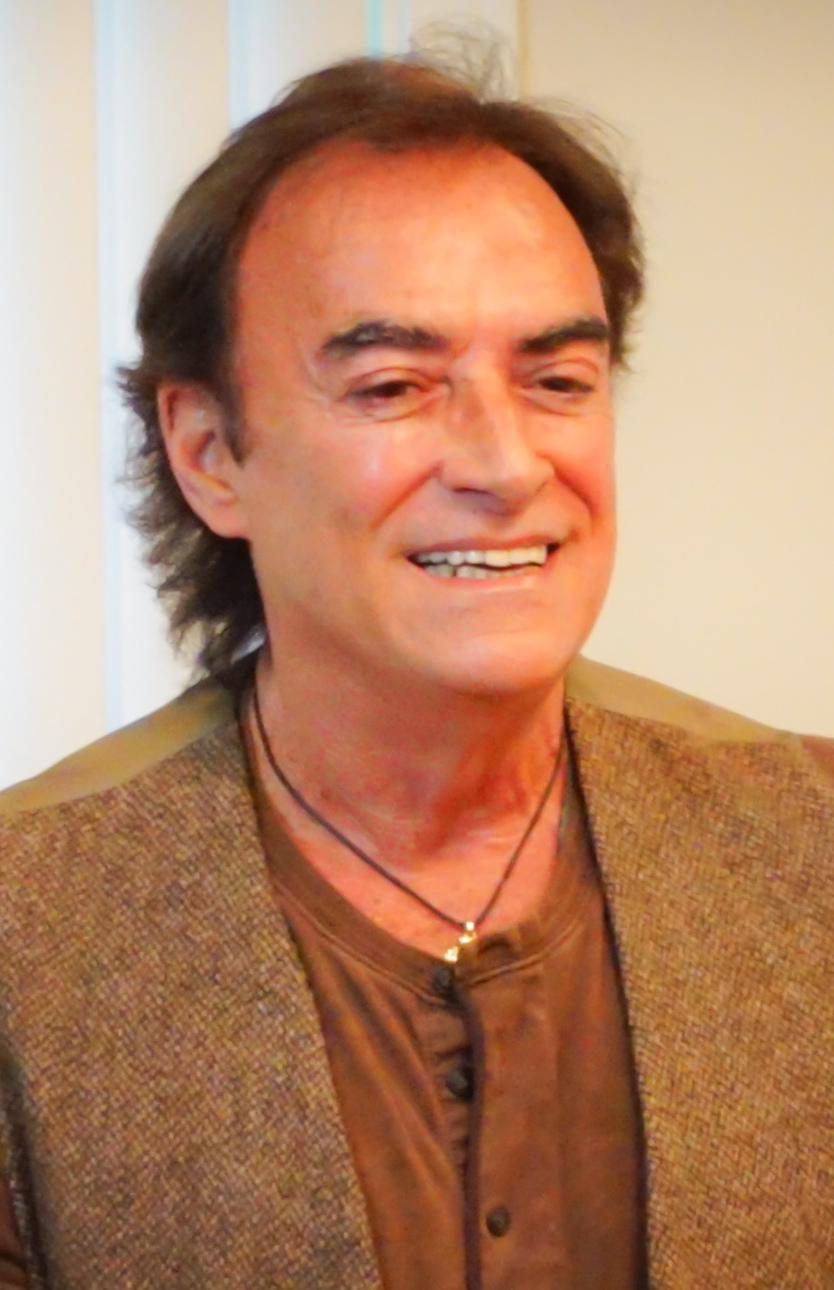
Thaao Penghlis (2014)

Thaao Penghlis (* 15. Dezember 1945 in Sydney) ist ein  australischer Schauspieler.

## Leben
Thaao Penghlis wurde als Sohn griechischer Einwanderer in Sydney geboren. Nach dem Abschluss seiner Schulausbildung zog er nach New York City, wo er Schauspiel bei Milton Katselas studierte. Ab Mitte der 1970er Jahre hatte er zunächst Gastrollen in Fernsehserien wie Cannon, Einsatz in Manhattan und Hart aber Herzlich. 1981 wurde er für die Rolle des Tony DiMera in der Seifenoper Zeit der Sehnsucht besetzt, die er mit Unterbrechungen bis 2023 über 1500 mal spielte, und für die er 2008 für den Emmy nominiert war. Zwischenzeitlich spielte er in der Serie eine Doppelrolle als dessen Cousin André. Weitere wiederkehrende Rollen hatte er in General Hospital und California Clan.
Größere Bekanntheit im deutschsprachigen Raum erlangte er 1988 durch seine Darstellung des Nicholas Black in der Krimiserie In geheimer Mission.

## Filmografie (Auswahl)
- 1973: Hawkins (Fernsehserie, Folge 1x01)
- 1975: Cannon (Fernsehserie, Folge 5x15)
- 1975: Make-up und Pistolen (Fernsehserie, Folge 1x15)
- 1975: Kojak – Einsatz in Manhattan (Fernsehserie, Folge 2x19)
- 1978: The Bell Jar
- 1980: Moviola – Greta Garbo: Die Göttliche (The Silent Lovers)
- 1980: Die Schnüffler (Fernsehserie, Folge 1x14)
- 1981: Hart aber herzlich (Hart to Hart; Folge 2x06)
- 1981–2014: General Hospital (Fernsehserie, 56 Folgen)
- 1981–2023: Zeit der Sehnsucht (Fernsehserie, 1510 Folgen)
- 1985: Hotel (Fernsehserie, Folge 2x10)
- 1986: Power’s Play
- 1986: Magnum (Fernsehserie, Folge 6x14)
- 1987: Wer ist hier der Boss? (Who’s the Boss?, Fernsehserie, Folge 3x20)
- 1988–1990: In geheimer Mission (Fernsehserie, 35 Folgen)
- 1990: Doppelgängerin (The Lookalike)
- 1992–1993: California Clan (Fernsehserie, 77 Folgen)

## Auszeichnungen
- 2008, 2019, 2020: Daytime-Emmy-Nominierung für Zeit der Sehnsucht